# Frank Sutton (acteur)
Pour les articles homonymes, voir Frank Sutton et Sutton.
Frank Sutton est un acteur américain, né le 23 octobre 1923 à Clarksville (Tennessee) et mort le 28 juin 1974 à Shreveport (Louisiane).

## Filmographie

### Au cinéma
- 1955 : Marty de Delbert Mann : Ralph
- 1957 : Four Boys and a Gun de William Berke : Ollie Denker
- 1961 : Ville sans pitié de Gottfried Reinhardt : Sergent Chuck Snyder
- 1965 : Station 3 : Ultra Secret de John Sturges : Donald

### À la télévision
- 1949 : Captain Video and His Video Rangers (en) (série)
- 1950 : Tom Corbett, Space Cadet (série) : Cadet Eric Raddison
- 1956 : The Edge of Night (série) : Sergent Fitzsimmons (1957)
- 1954 : The Secret Storm (série) : Joe Sullivan #2 (1960-1961).            (1963 untouchable (les incorruptibles)
- 1974 : Ernie, Madge and Artie
- 1974 : Hurricane (téléfilm) de Jerry Jameson : Bert